# Daisuke Sakata
Daisuke Sakata (坂田 大輔, Sakata Daisuke) est un footballeur japonais né le 16 janvier 1983 à Yokohama dans la préfecture de Kanagawa au Japon.